# HD 102272c
HD 102272c是一颗位于狮子座、距离地球约1200光年的系外行星，其母星为K型巨星HD 102272。科学家利用视向速度法，在霍比-埃伯利望远镜上发现了该行星。在该行星系统中还存在着另一颗行星HD 102272b，其母星也为HD 102272。尽管已有证据证明该行星的存在，但是至今仍然缺乏数据以确定其轨道。该发现结果于2008年6月对外公布。